# Lionel Barbe
Pour les articles homonymes, voir Barbe.
Lionel Barbe est un universitaire français né en 1974.
Il est maître de conférences en sciences de l'information et de la communication à l'université Paris Nanterre depuis 2009.

## Biographie
Lionel Barbe obtient une maîtrise en géographie à l'Institut de géographie de l'université Paris 1 (1999) puis un DESS en communication et multimédia à l'université Paris-Panthéon-Assas en 2001 ; il soutient en 2005 une thèse de doctorat à l'Institut français de presse, intitulée « Internet, du média à l'individu média : enjeux socio-économiques de la presse en ligne, le cas français comparé aux cas européen et américain », sous la direction de Francis Balle. 
En 2007-2009, il est ATER à l'université Lille III, puis, en 2009, il devient maître de conférences en sciences de l'information et de la communication à l'université Paris Nanterre. Il est membre du laboratoire de recherche Dicen-Idf (EA 7339).

## Activités de recherche et d'enseignement
Ses activités de recherche concernent essentiellement les modèles d'édition collaboratifs sur le Web et leur impact sur les informations d'actualité et les connaissances.
Depuis 2003, il étudie les médias participatifs et en particulier Wikipédia (site auquel il participe par ailleurs) ; il a notamment mis en avant la prépondérance des gros contributeurs sur l'encyclopédie libre,. Il a également étudié les usages de Facebook au début de son extension en France, et leurs conséquences sur les liens sociaux. Il s'est aussi intéressé à la typologie des utilisateurs sur les médias dits « citoyens », notamment Agoravox. 
En 2012 et 2013, il a piloté le projet WEUSC (Wikipédia, évaluation et usages des savoirs collaboratifs) à l'Institut des sciences de la communication du CNRS. Ce projet a donné lieu, le 5 juin 2013, à l'organisation de la journée WOSNI (Wikipédia, objet scientifique non identifié), qui a réuni une quinzaine de chercheurs de différentes disciplines autour de trois thèmes : la place et le statut des experts dans Wikipédia, la gouvernance et Wikipédia, les corpus et terrains d'étude. Un ouvrage est publié en mars 2015, sous la direction de Lionel Barbe, Louise Merzeau et Valérie Schafer, dans la collection « Intelligences numériques » dirigée par Lionel Barbe et Louise Merzeau.
Il milite pour une meilleure compréhension de la culture collaborative par les enseignants et les chercheurs et pour un investissement plus important des experts dans l'encyclopédie libre.
Son atelier expérimental à l’université Paris Ouest Nanterre veut s'inscrire dans une vision de l’enseignement qui fait du pédagogue moins un transmetteur de connaissances qu'un médiateur, dans un apprentissage dont le recours à Wikipédia peut être un moyen.

## Publications

### Direction d'ouvrage
- Dir. avec Louise Merzeau et Valérie Schafer, Wikipédia, objet scientifique non identifié, Nanterre, Presses universitaires de Paris Ouest, coll. « Intelligences numériques » (no 1), 2015, 216 p. (ISBN 978-2-84016-205-6, présentation en ligne, lire en ligne)[16].
- Dir. avec Marta Severo, Wikipédia, objet de médiation et de transmission des savoirs, Nanterre, Presses universitaires de Paris Nanterre, coll. « Intelligences numériques », 2021, 194 p. (ISBN 978-2-84016-388-6, présentation en ligne, lire en ligne).

### Articles
- « Mutations des frontières de la connaissance à l'heure du Web 2.0 », Hermès, no 63, Murs et frontières, CNRS éditions, 2012, p. 169-174, [lire en ligne].
- Avec Michel Arnaud, « Peut-on apprendre avec des nuages ? », Documentaliste - Sciences de l'information, no 47, Présence numérique, ADBS éditions, 2010, p. 56-67.
- « Wikipedia, un trouble-fête de l'édition scientifique », Hermès, no 57, Sciences.com, CNRS éditions, 2010, p. 69-75 [PDF] .
- « Experts, professionnels et profanes : Jeux d'acteurs dans la co-construction des informations et savoirs sur le Web participatif et collaboratif », actes de la conférence internationale ISKO 2009, Lyon, éd. Université Jean-Moulin Lyon 3/Enssib.
- Avec Éric Delcroix, « Émergence et appropriation des dispositifs socio-techniques : Le cas de Facebook, vers des communautés de pratiques », Sciences de la société, no 75, 2008, p. 115-125.
- « Wikipedia et Agoravox : Des nouveaux modèles éditoriaux ? », Document numérique et société : Actes de la conférence DocSoc, ADBS éditions, 2006, p. 171-184 [PDF] .
- Un enjeu de société, avec Michel Arnaud, Milad Doueihi, Emmanuel Kessous, Antoinette Rouvroy, Hélène Legras & Michèle Rive, Revue Documentaliste, 2010, 47, no 1, 56.

### Documents sonores
- « La mise en commun du savoir sur internet » (consulté le 12 juin 2017), les nouvelles vagues, France Culture, émission du 25 février 2015 présentée par Marie Richeux
- Digitalk, Wikipédia objet scientifique non identifié, avec Alexandre Hocquet, Alexandre Moatti et Valérie Schafer, entretien réalisé par Pierre-Louis Rolle, Radio Agora Nanterre, 10 avril 2015.
- Wikipédia, la célèbre encyclopédie, Wikipédia objet scientifique non identifié, avec Valérie Schafer, Midi-magazine, par Claudine Castelnau, Fréquence protestante, 4 juin 2015.
- « Wikipédia, chacun sait ce qui lui plait », La Méthode scientifique, sur France Culture, émission du 19 septembre 2018 présentée par Nicolas Martin.
- « Wikipédia, le plus beau cadeau de l'internet ?", Le Meilleur des mondes, sur France Culture, émission du 24 décembre 2021, présenté par François Saltiel.